# Forcipomyia hikosanensis
Forcipomyia hikosanensis är en tvåvingeart som beskrevs av Tokunaga 1940. Forcipomyia hikosanensis ingår i släktet Forcipomyia och familjen svidknott. Inga underarter finns listade i Catalogue of Life.